# Acrocercops chionoplecta
Acrocercops chionoplecta là một loài bướm đêm thuộc họ Gracillariidae. Nó được tìm thấy ở New South Wales.
Ấu trùng ăn Phebalium dentatum. Chúng cuộn lá làm tổ.